# Загадковий клуб (фільм, 1926)
«Загадковий клуб» (англ. The Mystery Club) — американський детектив режисера Герберта Блаше 1926 року.

## У ролях
- Метт Мур — Дік Бернар
- Едіт Робертс — Ненсі Даррелл
- Мілдред Гарріс — місіс Кейт Вандірвір
- Чарльз Лейн — Джон Канаган
- Ворнер Оланд — Елі Сінсабауг
- Генрі Геберт — Скотт Гленденнінг
- Чарльз Паффі — Алонзо
- Альфонсе Мартелл — Сендж
- Френк Фінч Смайлз — Вілкінс
- Ерл Меткалф — Ред
- Нат Карр — Ерік Гадсон
- Джед Пруті — Амос Геррімен
- Альфред Аллен — інспектор Берк
- Сідні Брейсі — детектив
- Монте Монтаг — Снакі